# Kallavesi
Kallavesi je jezero ve Finsku v regionu Savo. Má rozlohu 472,76 km², což jej řadí mezi největší jezera v regionu Severní Savo. Je uváděné jako desáté největší jezero ve Finsku. Je 90 km dlouhé a 15 km široké a má průměrnou hloubku 5–10 m. Maximálně dosahuje hloubky 60 m. Průměrná hladina se nachází v nadmořské výšce 81,8 m n. m.

## Pobřeží
Spolu s dalšími jezery Suvasvesi, Juurusvesi, Muuruvesi, Melavesi a Riistavesi vytváří jednotnou jezerní plochu zvanou Iso-Kalla.

## Vodní režim

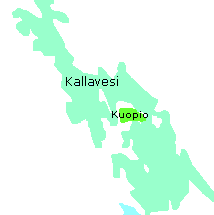
poloha jezera a města Kuopio na mapě

Voda z jezera odtéká do povodí řeky Vuoksy.

## Osídlení
Jezero se nachází na území města Kuopio a obce Siilinjärvi. Centrum Kuopia se nachází na jednom z jeho poloostrovů.